# Micippa parca
Micippa parca är en kräftdjursart som beskrevs av Alcock 1895. Micippa parca ingår i släktet Micippa och familjen Mithracidae. Inga underarter finns listade i Catalogue of Life.